# Strouha (Opava)
Die Strouha (deutsch Struha, Struhabach bzw. Mühlbach) ist ein rechter Zufluss der Opava (Oppa) auf dem Stadtgebiet von Opava (Troppau) in Tschechien.

## Verlauf
Die Strouha wird unterhalb der Herrenmühle (Panský mlýn) bei Kylešovice (Gilschwitz) am Pulvermühlenwehr (Jaschkův jez) rechtsseitig aus der Moravice (Mohra) abgeleitet. An der ehemaligen Pulvermühle (heute Siedlung Na Prachovníku) überbrückt die Staatsstraße II/464 zwischen Kylešovice und Raduň (Radun) den Bach. Oberhalb der Schwarzen Mühle (Černý mlýn) wird die Strouha von der Bahnstrecke Ostrava-Svinov–Opava východ überquert.
Der Unterlauf der Strouha führt durch die Siedlung Kylešovická osada, wo der Bach von der Staatsstraße I/11 zwischen Opava und Ostrava überbrückt wird. Dort mündet der Bach nach reichlich vier Kilometern in die Opava.

## Geschichte
Die Wasserkraft der Strouha wurde seit dem 14. Jahrhundert zum Antrieb von Mühlen genutzt. Die ältesten davon lagen am Unterlauf des Baches. Der ursprüngliche Oberlauf der Strouha war der Maršovec.
Der heutige Oberlauf des Baches wurde wahrscheinlich zum Ende des 16. Jahrhunderts im Zusammenhang mit der Errichtung der Pulvermühle künstlich angelegt, da die Wasser aus dem Maršovec und der beiden von Chvalíkovice (Chwalkowitz) herabfließenden Rinnsale unzureichend waren. Der Maršovec wurde abgeworfen und in die Mohra eingeleitet. Stattdessen wurde unterhalb der Herrenmühle ein neues Mohrawehr angelegt und von dort aus dem Fluss, der genügend Wasser führte, ein 170 m langer Durchstich ins alte Bett des Maršovec geschaffen.
In der ersten Hälfte des 19. Jahrhunderts wurde die an der Grenzmühle – oberhalb des Groß Hoschitzer Mühlenwehrs (jez U Motorestu Oasa) – gelegene Mündung der Strouha um 450 m nach Südosten verlegt, so dass sie nicht mehr im Rückstau des Wehr, sondern unterhalb des Tosbeckens liegt.

### Mühlen
Die Wasserkraft der Strouha wurde bachabwärts durch folgenden Mühlen genutzt:
- Pulvermühle, errichtet 1588, zu Beginn des 20. Jahrhunderts als Papiermühle betrieben, heute nicht mehr existent.
- Dammmühle – auch Teichmühle genannt – sie bestand seit dem 16. Jahrhundert und lag unterhalb der Pulvermühle an der Bezirksstraße Kylešovice-Raduň. Besitzer waren lange Zeit die Müllerfamilien Biller und Waller.
- Schwarze Mühle (Černý mlýn), errichtet 1480. Die auf Gilschwitzer Flur gelegene Mühle unterstand der Herrschaft Raduň. Seit 1654 bis in die erste Hälfte des 20. Jahrhunderts wurde die Mühle von der Müllerfamilie Waller betrieben. Die Gebäude sind erhalten, ein Mühlbetrieb besteht nicht mehr.
- Komorauer Mühle, sie ist seit 1350 nachweislich und nicht erhalten.
- Grenzmühle bzw. Řehůlkův mlýnek, errichtet um 1800 vom Müller Řehulka nahe der damaligen Mündung der Strouha in die Opava, sie ist nicht erhalten.

## Zuflüsse
- Vršovický potok (r), bei Na Prachovníku
- Raduňka (r), unterhalb von Na Prachovníku